# Philodendron musifolium
Philodendron musifolium är en kallaväxtart som beskrevs av Adolf Engler. Philodendron musifolium ingår i släktet Philodendron och familjen kallaväxter. IUCN kategoriserar arten globalt som sårbar.
Artens utbredningsområde är Ecuador. Inga underarter finns listade.